# Odile Fillod
Odile Fillod, née en 1972 à Besançon (France), est une ingénieure et chercheuse indépendante française. Elle est notamment connue pour avoir conçu un modèle stylisé de clitoris imprimable en 3D.

## Biographie
Odile Fillod est ingénieure diplômée de l'École centrale Paris (1994) et titulaire d'un DEA de sciences cognitives (1995).
Elle est depuis 2008 chercheuse en études sociales des sciences biomédicales. Ses recherches portent notamment sur la littérature scientifique participant à la naturalisation du genre, et sur les biais dans la transmission des connaissances qui sont à même de contrer cette naturalisation. En lien avec cette activité, elle a créé le blog Allodoxia sur lequel elle développe des études de cas analysant la distorsion entre les données factuelles rapportées dans les articles de revues scientifiques et ce que divers intermédiaires culturels leur font dire. 
Elle a également créé un site web dédié au clitoris (Clit'info) et mené des recherches sur l'histoire médicale de l'organe.
De 2020 à 2022, elle publie régulièrement des posts Facebook dans lesquels elle met à jour et commente des statistiques de suivi de la pandémie de Covid-19 en France. La dernière version de ces statistiques est accessible sur son blog Allodoxia[source secondaire nécessaire].

## Clitoris en 3D
Sur la base de la littérature scientifique disponible début 2016, Fillod a défini une taille et une forme moyennes plausibles du clitoris, puis a sollicité l'aide du fab lab du Carrefour numérique de la Cité des sciences et de l'industrie à Paris pour créer un modèle stylisé imprimable en 3D de cet organe,,.

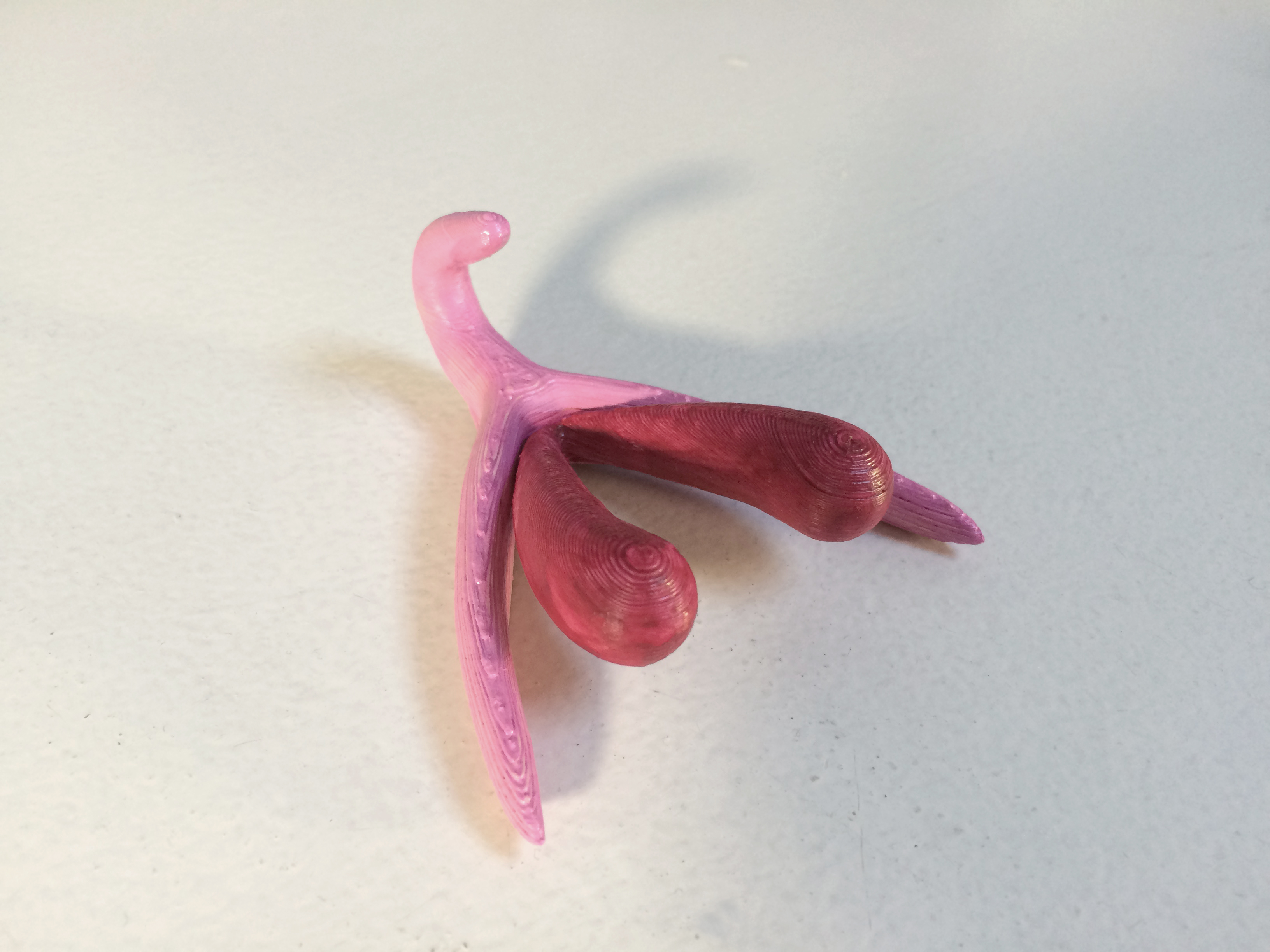
Modèle v1, avril 2016.
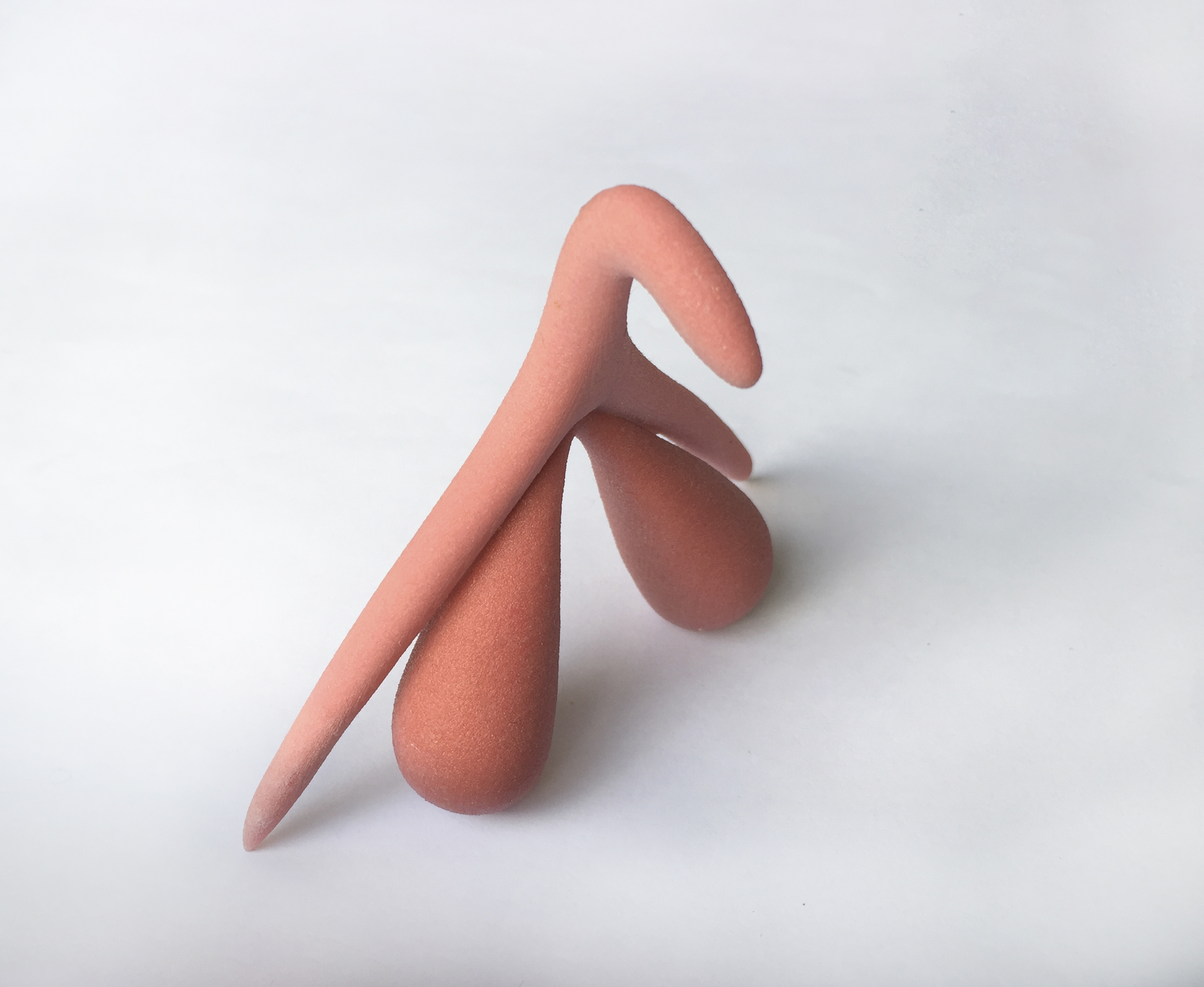
Modèle v2, décembre 2016.

Avec la conception de ce modèle, et surtout la diffusion du fichier imprimable en accès libre sur Internet, elle a participé à l'amélioration de la représentation du clitoris dans les manuels scolaires français,,. Avec cet outil pédagogique, elle espère contribuer à améliorer la connaissance du clitoris et plus largement œuvrer à l'égalité,,.
La création de ce modèle a connu un retentissement médiatique international.

## Publications

### Ouvages
- (en) « Oxytocin as proximal cause of ‘maternal instinct’: weak science, post-feminism, and the hormones mystique », dans Sigrid Schmitz, Grit Höppner, Gendered Neurocultures. Feminist and Queer Perspectives on Current Brain Discourses, Vienne, Zaglossus, 2014 (ISBN 978-3-902902-12-2), p. 239-255
- « Le genre comme outil d’amélioration de l’enseignement des SVT », dans Genre, didactique, formation, éd. Centre Hubertine Auclert, 2016 (lire en ligne), p. 27-30
- « Mirages de la biologie du genre », dans Bérengère Abou et Hugues Berry, Sexe & genre. De la biologie à la sociologie, éd. Matériologiques, 2019 (ISBN 978-2-37361-212-7), p. 67-79
- « Une médecine inadaptée aux femmes car négligeant leur différence biologique ? Retour aux sources et analyse critique d'un discours propagé en France depuis les années 2010 », dans Thérèse Courau, Julie Jarty et Nathalie Lapeyre, Le genre des sciences. Approches épistémologiques et pluridisciplinaires, Le Bord de l'eau, 2022 (ISBN 9-78-235687-864-9), p. 71-85
- Avec Sylvie Chaperon, Idées reçues sur le clitoris. Histoire et anatomie politique d’un organe méconnu, éditions du Cavalier bleu, 2022 (ISBN 9-79-103180-515-3)
- Avec Élisabeth Feytit, Cerveau et stéréotypes de sexe. Comment faire dire à la biologie ce qu'elle ne dit pas, La Route de la Soie, 2024 (ISBN 9-78-249325-551-8)

### Articles
- « De la nature des petits arrangements entre les sexes », Savoir/agir, no 20,‎ 2012, p. 29-34 (DOI 10.3917/sava.020.0029)
- « Les sciences et la nature sexuée du psychisme au tournant du XXIe siècle », Genre, sexualité et société, no 12,‎ 2014 (DOI 10.4000/gss.3205)
- « L’invention de la “théorie du genre” : le mariage blanc du Vatican et de la science », Contemporary French Civilization, vol. 39, no 3,‎ 2014, p. 321-333 (DOI 10.3828/cfc.2014.19)
- « Les faux-semblants d’une “bioéthique de la famille” », Revue d'éthique et de théologie morale, no 285,‎ 2015, p. 49-64 (DOI 10.3917/retm.285.0049)

### Podcast
- Élisabeth Feytit, Les hommes, les femmes, Mars et Vénus avec Odile Fillod, chercheuse en études sociales des sciences, Méta de Choc, octobre 2019, série 4 podcast de 1 heure chacun (écouter en ligne).